# Dramaturg
Un dramaturg este un scriitor specializat în scrierea pieselor de teatru. Lucrările dramatice pot fi scrise pentru a fi specific jucate de actori pe scenă, ori pot fi lucrări literare care sunt scrise utilizând formele specifice literaturii dramatice, dar care nu au fost gândite ca piese de teatru care să fie jucate.

## Scurt istoric
Primii dramaturgi cunoscuți a fi existat în literatura Europei au fost dramaturgii din Grecia antică, iar cele mai timpurii lucrări datează în secolele VI și V î.Hr.. Dintre cei mai notabili, ale căror opere au supraviețuit timpului, pot fi amintiți Aristofan, Eschil, Euripide și Sofocle, care au creat forme literare care sunt valabile și folosite până astăzi.